# Una mujer fantástica

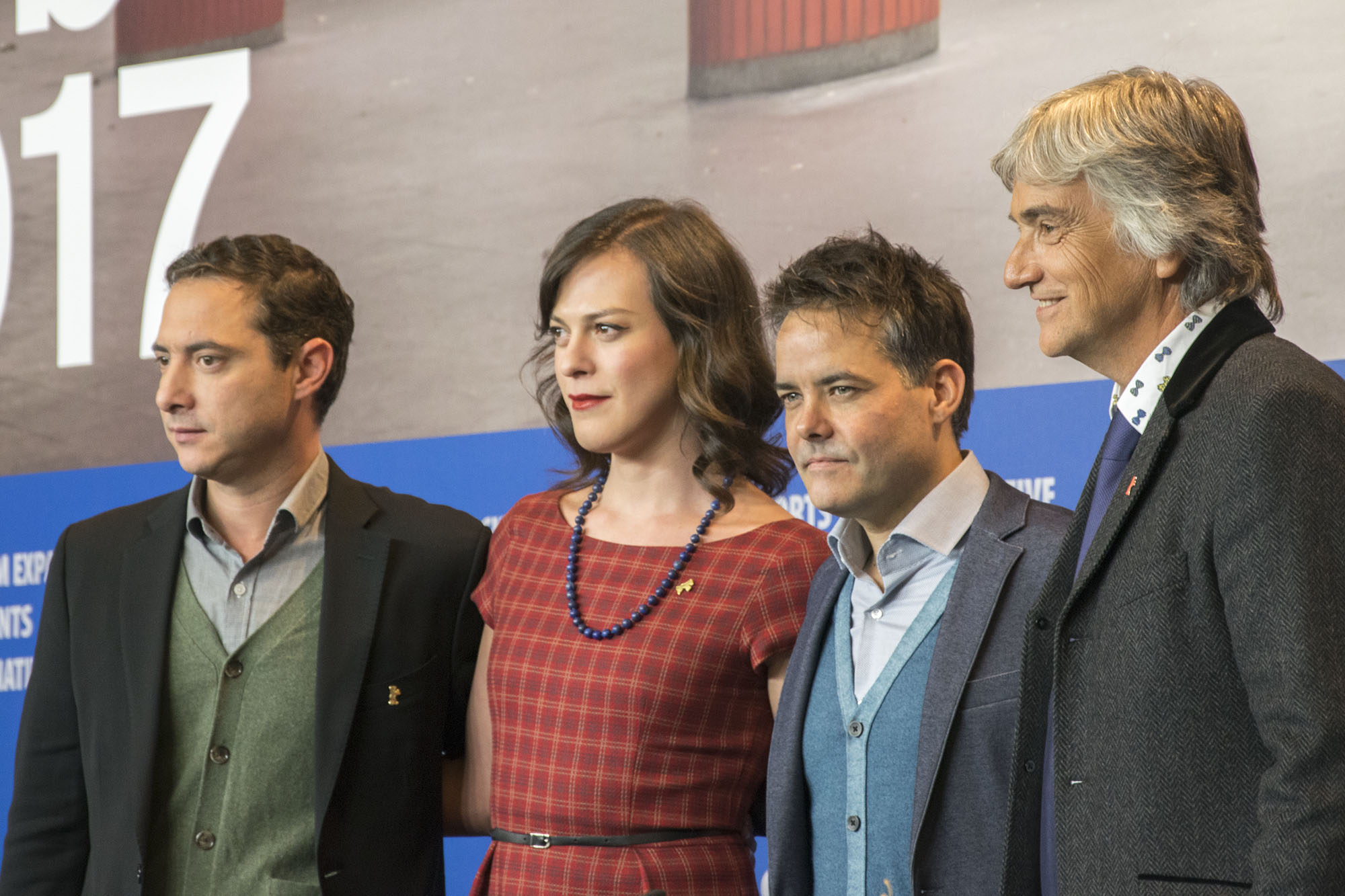
Juan de Dios Larraín, Daniela Vega, Sebastián Lelio y Francisco Reyes en el Festival Internacional de Cine de Berlín en febrero de 2017

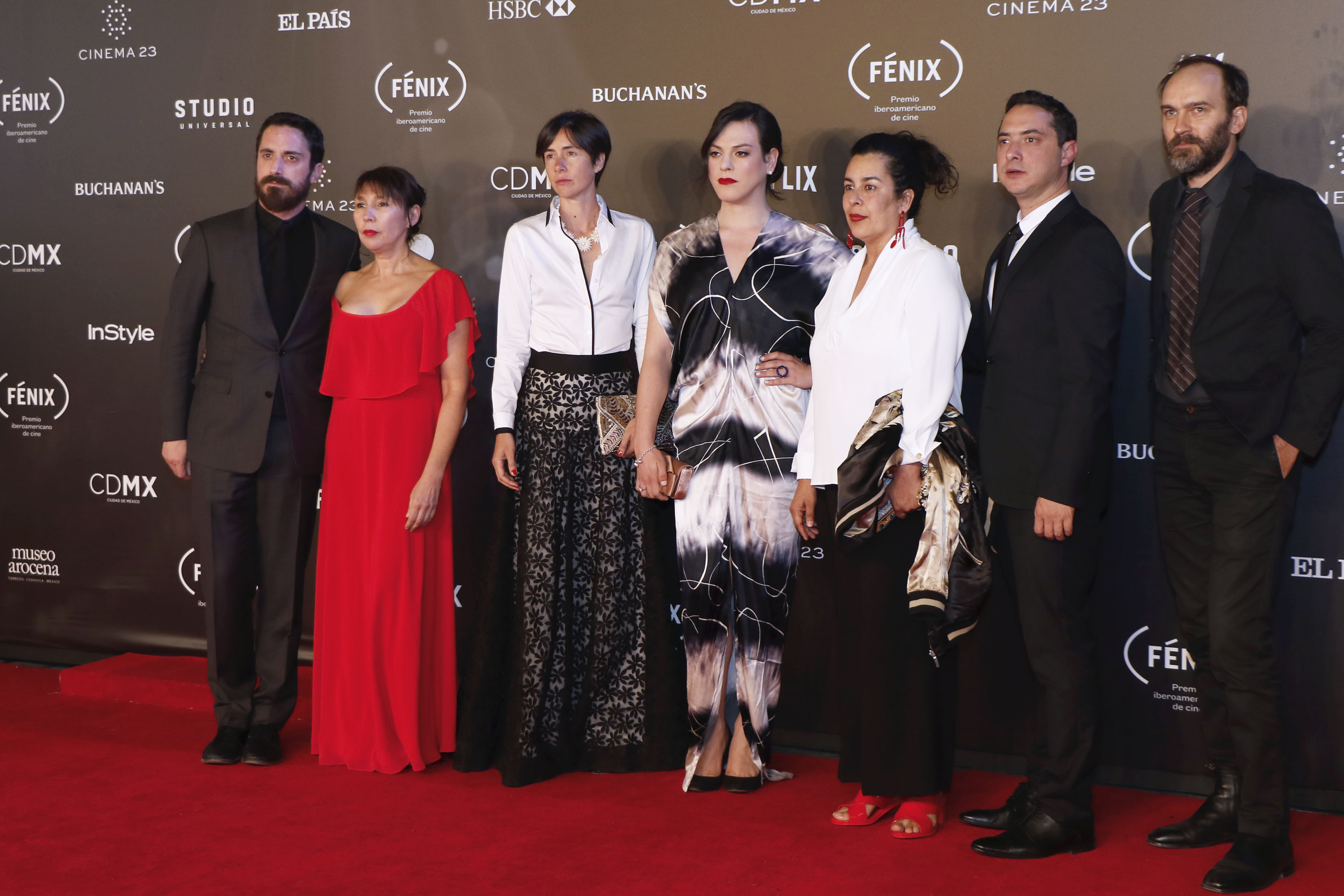
Elenco de Una mujer fantástica en la alfombra roja del Teatro de la Ciudad Esperanza Iris donde recibieron el Premio Fénix 2017 a la mejor película, México, 6 de diciembre de 2017

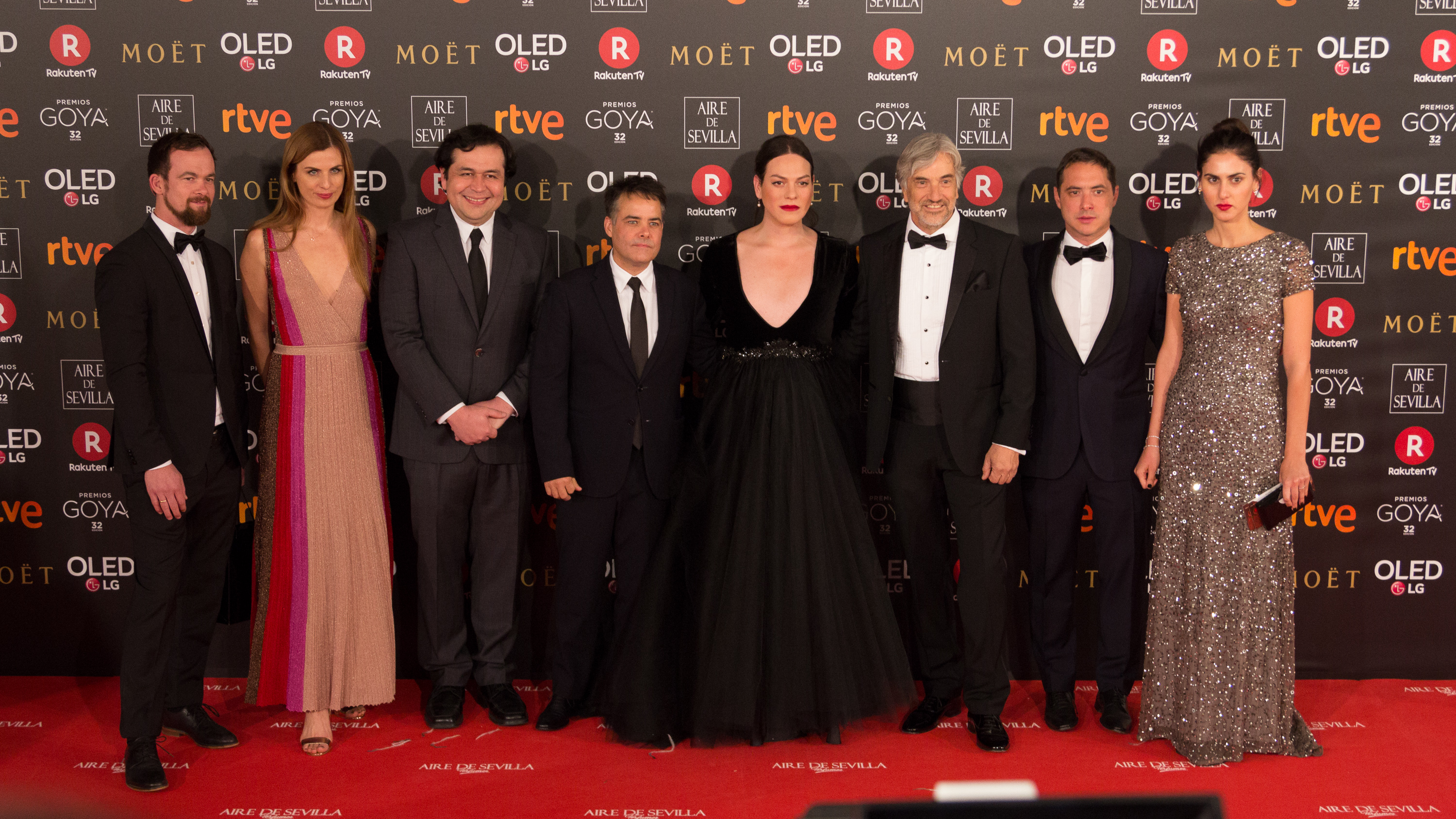
El equipo de Una mujer fantástica, la noche en que ganaron el premio Goya a la mejor película iberoamericana en febrero de 2018

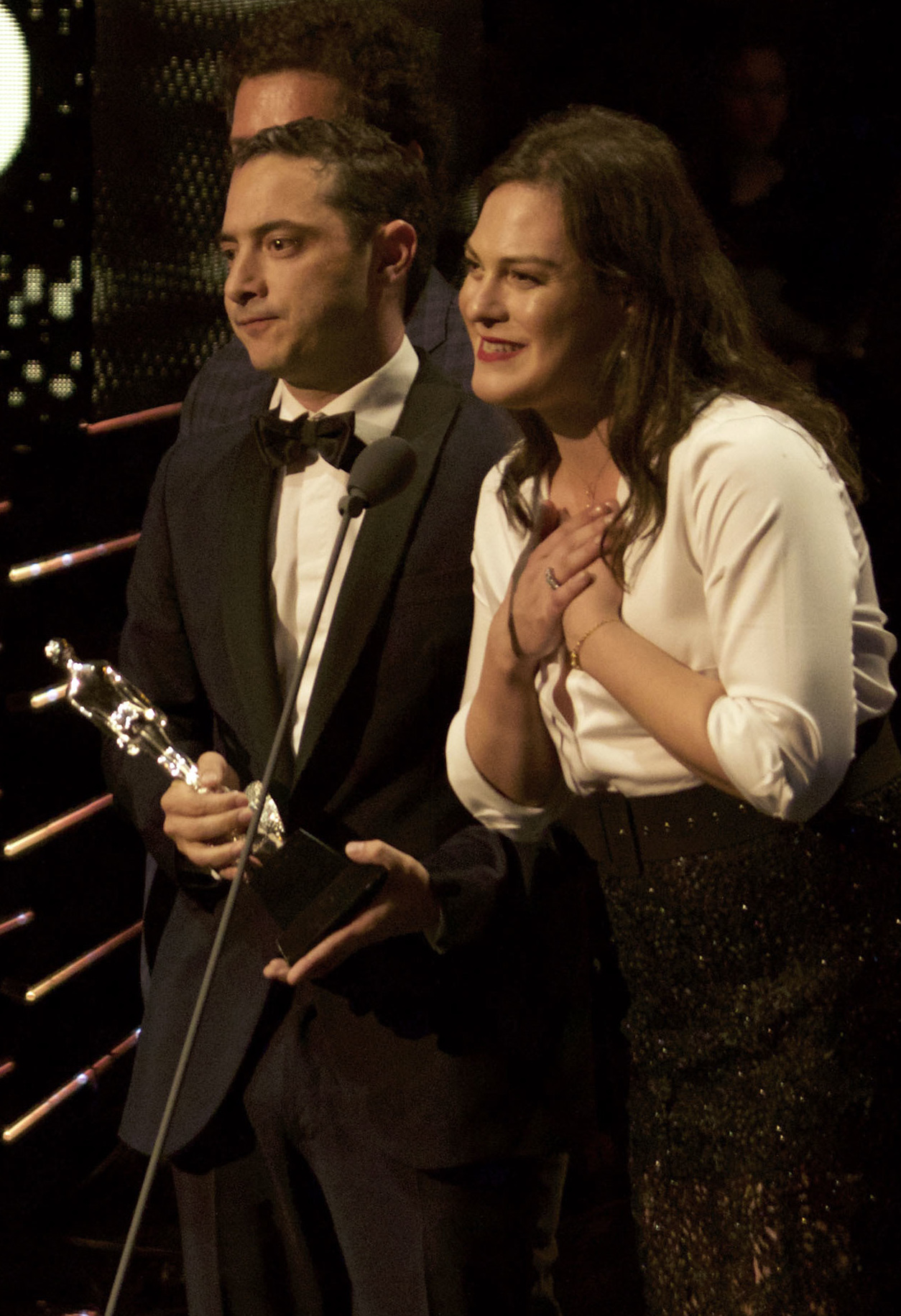
Juan de Dios Larraín y Daniela Vega reciben el Premio Ariel por Una mujer fantástica ganadora como mejor película iberoamericana, México, 5 de junio de 2018

Una mujer fantástica es una película chilena dirigida por Sebastián Lelio y protagonizada por la actriz Daniela Vega. Fue seleccionada para competir por el Oso de Oro en la competencia principal de la 67.ª versión del Festival Internacional de Cine de Berlín. Fue la ganadora en la categoría mejor película de habla no inglesa en la 90.ª edición de los Premios Óscar —la segunda estatuilla dorada en la historia del cine chileno, tras el cortometraje animado Historia de un oso— y la ganadora del Premio Ariel en la categoría de Mejor película iberoamericana y mejor película iberoamericana en la 32.ª edición de los premios Goya.

## Argumento
Marina es una joven mujer transgénero que vive en Santiago, Chile, que trabaja como cantante y camarera. Es llevada a cenar para celebrar su cumpleaños por su novio Orlando, un hombre 20 años mayor con quien se mudó recientemente. Ambos tienen planes de futuro conjuntos. Esa noche, Orlando se despierta aturdido y se queja de que no se siente bien. Marina se prepara para llevarlo al hospital, pero él tropieza en unas escaleras. Después de conducir a Orlando al hospital y registrarlo, un médico le informa que Orlando ha muerto de un aneurisma cerebral. Ella huye del hospital y luego es detenida por la policía, que la lleva en automóvil y le pide una explicación de por qué se fue tan repentinamente. Marina habla con el hermano de Orlando, Gabo, quien la ayuda a convencer a los policías de su inocencia y le permite llevar el auto de Orlando a casa.
Marina es contactada por Sonia, la exmujer de Orlando, y organizan una cita para que Marina le entregue el automóvil de Orlando. Sonia es sincera sobre sus sentimientos transfóbicos hacia Marina. Poco después, el hijo de Orlando, Bruno, comienza a ocupar el apartamento que Orlando tiene en el lugar donde vive Marina, con la intención de expulsarla. También insiste en guardar a su perra, Diabla, que Marina le dice que Orlando le dio. Mientras trabaja, Marina es visitada por una detective. La detective, Adriana, revela que ella trabaja para resolver crímenes que incluyen asalto sexual, y estaba preocupada por los moretones que Orlando sufrió durante su caída. Para demostrar su inocencia, Marina se presenta en la estación de policía y es fotografiada desnuda para demostrar que no hubo intercambio físico entre ellos la noche de la muerte de Orlando.
Recibida por su hermana Wanda y su cuñado Gastón al día siguiente, Marina se prepara para mudarse del departamento de Orlando. Aunque su familia y Sonia le advirtieron que no lo hiciese, Marina asiste al velatorio de Orlando. Al entrar, Sonia detiene la ceremonia y exige que Marina se vaya. Al salir, Gabo la alcanza y se disculpa con ella. Más tarde, Bruno y sus amigos la abordan desde un automóvil. Sus amigos la agarran y la obligan a subir al automóvil. La amenazan y envuelven su cara en cinta adhesiva, dejándola en un callejón. Asustada y sola, Marina luego camina hacia un club gay donde se encuentra y baila con un chico. Ella se queda esa noche con Wanda y Gastón.
A la mañana siguiente, ella descubre los detalles del funeral de Orlando en el periódico. Wanda y Gastón le advierten que lo deje pasar, y Marina dice que no asistirá. Sin embargo, va a la funeraria después de la ceremonia. Al llegar al cementerio, se enfrenta a la familia de Orlando, que se está yendo en su automóvil. Mientras la insultan, ella se sube al auto y grita enojada que quiere que le devuelvan a su perra Diabla. Aturdidos, se van. Siguiendo a un empleado a la morgue, consigue ver el cuerpo de Orlando y decirle adiós antes de su cremación. Más tarde, se ve a Marina corriendo con Diabla. En la última escena, canta un aria de ópera ante un auditorio lleno.

## Elenco
- Daniela Vega como Marina Vidal.
- Francisco Reyes como Orlando Onetto Pertier.
- Aline Küppenheim como Sonia Bunster.
- Luis Gnecco como Gabriel Onetto Pertier.
- Antonia Zegers como Alessandra.
- Nicolás Saavedra como Bruno Onetto Bunster.
- Amparo Noguera como Detective Adriana Cortés.
- Sergio Hernández como Maestro de piano.
- Trinidad González como Wanda Vidal.
- Néstor Cantillana como Gastón.
- Alejandro Goic como Doctor.
- Roberto Farías como Médico SML.
- Marcial Tagle como Familiar de Orlando.
- Pablo Cerda como Pablo.
- Erto Pantoja como Carabinero.
- Paola Lattus como enfermera.
- Cristián Chaparro como Masajista.
- Eduardo Paxeco como Paramédico.
- José Antonio Raffo como Guardia de seguridad.
- Bárbara Mundt como Mujer que saca a Marina del velorio.
- Paulina Hunt como Funcionaria capilla.
- Pablo Greene como Pariente joven.

## Estreno
La película fue adquirida por Sony Pictures el 10 de febrero de 2017. Dos días después, se estrenó en la 67.ª edición del Festival Internacional de Cine de Berlín, donde ganó el Oso de Plata al mejor guion y el Teddy Award, premio otorgado a filmes con temáticas LGBT.
También fue exhibida en los festivales de Telluride y Toronto antes de su estreno en cines estadounidenses, ocurrido el 2 de febrero de 2018. Su estreno en la televisión abierta chilena ocurrió el 2 de marzo de 2018 por la cadena privada Canal 13, dos días antes de ganar el Premio Óscar a la mejor película extranjera en la nonagésima entrega de los premios Óscar.

## Premios y nominaciones
| Premio                                                             | Categoría                                       | Nominado                       | Resultado | Ref(s)        |
| ------------------------------------------------------------------ | ----------------------------------------------- | ------------------------------ | --------- | ------------- |
| Festival Internacional de Cine de Berlín                           | Teddy Award al mejor largometraje               | Sebastián Lelio                | Ganador   | [ 11 ]        |
| Festival Internacional de Cine de Berlín                           | Oso de Plata al mejor guion                     | Sebastián Lelio y Gonzalo Maza | Ganador   | [ 11 ]        |
| Festival Internacional de Cine de Berlín                           | Oso de Oro                                      | Sebastián Lelio                | Nominado  | [ 11 ]        |
| Premio Ariel                                                       | Mejor película iberoamericana                   | Una mujer fantástica           | Ganadora  | [ 12 ]        |
| Festival de Cine de Cabourg                                        | Gran Premio del Jurado                          | Sebastián Lelio                | Ganador   | [ 13 ]        |
| Festival Internacional de Cine de San Sebastián                    | Premio Sebastiane                               | Una mujer fantástica           | Nominada  | [ 11 ]        |
| Festival Internacional de Cine de San Sebastián                    | Premio Sebastiane Latino                        | Una mujer fantástica           | Ganadora  | [ 11 ]        |
| Festival Internacional de Cine de San Sebastián                    | Premio Horizontes Latinos                       | Una mujer fantástica           | Nominada  | [ 11 ]        |
| Festival de Cine de Lima                                           | Premio del Jurado                               | Una mujer fantástica           | Ganadora  | [ 14 ]        |
| Festival de Cine de Lima                                           | Mejor actriz                                    | Daniela Vega                   | Ganadora  | [ 14 ]        |
| Premio Iberoamericano de Cine Fénix                                | Mejor película                                  | Una mujer fantástica           | Ganadora  | [ 11 ]        |
| Premio Iberoamericano de Cine Fénix                                | Mejor dirección                                 | Sebastián Lelio                | Ganador   | [ 11 ]        |
| Premio Iberoamericano de Cine Fénix                                | Mejor interpretación femenina                   | Daniela Vega                   | Ganadora  | [ 11 ]        |
| Premio Iberoamericano de Cine Fénix                                | Mejor fotografía                                | Benjamín Echazarreta           | Nominado  | [ 11 ]        |
| Premio Iberoamericano de Cine Fénix                                | Mejor edición                                   | Soledad Salfate                | Nominada  | [ 11 ]        |
| Premio Iberoamericano de Cine Fénix                                | Mejor diseño de arte                            | Estefanía Larraín              | Nominada  | [ 11 ]        |
| Premio Iberoamericano de Cine Fénix                                | Mejor vestuario                                 | Muriel Parra                   | Nominada  | [ 11 ]        |
| Premios Independent Spirit                                         | Mejor película extranjera                       | Sebastián Lelio                | Ganador   | [ 11 ]        |
| Premios de la Crítica Cinematográfica                              | Mejor película extranjera                       | Sebastián Lelio                | Nominado  | [ 11 ]        |
| Premios Globo de Oro                                               | Mejor película extranjera                       | Una mujer fantástica           | Nominada  | [ 15 ]        |
| Premios Goya                                                       | Mejor película iberoamericana                   | Una mujer fantástica           | Ganadora  | [ 16 ]        |
| National Board of Review                                           | Top 5 películas en idioma extranjero            | Una mujer fantástica           | Ganadora  | [ 11 ]        |
| San Francisco Film Critics Circle                                  | Mejor película extranjera                       | Una mujer fantástica           | Nominada  | [ 17 ]        |
| Asociación de Críticos de Cine de Chicago                          | Mejor película extranjera                       | Una mujer fantástica           | Nominada  | [ 18 ]        |
| Women Film Critics Circle                                          | Mejor película extranjera por o sobre una mujer | Una mujer fantástica           | Nominada  | [ 19 ]        |
| Vancouver Film Critics Circle                                      | Mejor película extranjera                       | Una mujer fantástica           | Nominada  | [ 20 ]        |
| Indiana Film Journalists Association                               | Mejor película extranjera                       | Una mujer fantástica           | Nominada  | [ 21 ]        |
| Black Film Critics Circle                                          | Mejor película extranjera                       | Una mujer fantástica           | Ganadora  | [ 22 ]        |
| Georgia Film Critics Association                                   | Mejor película extranjera                       | Una mujer fantástica           | Nominada  | [ 23 ]        |
| Denver Film Critics Society                                        | Mejor película extranjera                       | Una mujer fantástica           | Nominada  | [ 24 ]        |
| Union de la Critique de Cinéma                                     | Grand Prix                                      | Una mujer fantástica           | Nominada  | [ 25 ]        |
| Festival Internacional del Nuevo Cine Latinoamericano de La Habana | Premio Especial del Jurado                      | Una mujer fantástica           | Ganadora  | [ 26 ]        |
| Festival Internacional del Nuevo Cine Latinoamericano de La Habana | Mejor actriz                                    | Daniela Vega                   | Ganadora  | [ 26 ]        |
| Festival Internacional del Nuevo Cine Latinoamericano de La Habana | Premio Únete - Naciones Unidas                  | Una mujer fantástica           | Ganadora  | [ 27 ]        |
| Premios Caleuche                                                   | Mejor actriz protagónica en cine                | Daniela Vega                   | Ganadora  | [ 28 ]        |
| Premios Caleuche                                                   | Mejor actriz de soporte en cine                 | Aline Kuppenheim               | Nominada  | [ 28 ]        |
| Premios Caleuche                                                   | Mejor actor de soporte en cine                  | Sergio Hernández               | Nominado  | [ 28 ]        |
| Premio Forqué                                                      | Mejor película latinoamericana                  | Una mujer fantástica           | Ganadora  | [ 29 ]        |
| Dorian Awards                                                      | Mejor película extranjera                       | Una mujer fantástica           | Nominada  | [ 30 ]        |
| Dorian Awards                                                      | Mejor actriz                                    | Daniela Vega                   | Nominada  | [ 30 ]        |
| Dorian Awards                                                      | Mejor película LGBTQ                            | Una mujer fantástica           | Nominada  | [ 30 ]        |
| Dorian Awards                                                      | Mejor estrella emergente                        | Daniela Vega                   | Nominada  | [ 30 ]        |
| Festival Internacional de Cine de Palm Springs                     | Mención de honor Jurado Cine Latino             | Una mujer fantástica           | Ganadora  | [ 31 ] [ 32 ] |
| Festival Internacional de Cine de Palm Springs                     | Mejor actriz en película extranjera             | Daniela Vega                   | Ganadora  | [ 31 ] [ 32 ] |
| Premios GLAAD                                                      | Mejor película de exhibición limitada           | Una mujer fantástica           | Ganadora  | [ 33 ]        |
| Premio Óscar                                                       | Mejor película de habla no inglesa              | Una mujer fantástica           | Ganadora  | [ 34 ] [ 35 ] |
| Premios Platino                                                    | Mejor película                                  | Una mujer fantástica           | Ganadora  | [ 36 ]        |
| Premios Platino                                                    | Mejor director                                  | Sebastián Lelio                | Ganador   | [ 36 ]        |
| Premios Platino                                                    | Mejor actriz                                    | Daniela Vega                   | Ganadora  | [ 36 ]        |
| Premios Platino                                                    | Mejor guion                                     | Sebastián Lelio, Gonzalo Maza  | Ganador   | [ 36 ]        |
| Premios Platino                                                    | Mejor dirección de montaje                      | Soledad Salfate                | Ganadora  | [ 36 ]        |
| Premios Platino                                                    | Mejor dirección de fotografía                   | Benjamín Echazarreta           | Nominada  | [ 37 ]        |
| Premios Platino                                                    | Mejor dirección de arte                         | Estefanía Larraín              | Nominada  | [ 37 ]        |
| Premios Platino                                                    | Mejor dirección de sonido                       | Tina Laschke                   | Nominada  | [ 37 ]        |
| Premios Platino                                                    | Premio PLATINO al Cine y Educación en Valores   | Una mujer fantástica           | Nominada  | [ 37 ]        |
| Premio Ariel                                                       | Mejor película iberoamericana                   | Una mujer fantástica           | Ganadora  | [ 12 ]        |